# Speyeria bartschi
Speyeria bartschi är en fjärilsart som beskrevs av Reiff 1910. Speyeria bartschi ingår i släktet Speyeria och familjen praktfjärilar. Inga underarter finns listade i Catalogue of Life.